# Lolozaria
Lolozaria is een bestuurslaag in het regentschap Nias Selatan van de provincie Noord-Sumatra, Indonesië. Lolozaria telt 1004 inwoners (volkstelling 2010).